# Scelimena tuberculatum
Scelimena tuberculatum är en insektsart som först beskrevs av Bolívar, I. 1887.  Scelimena tuberculatum ingår i släktet Scelimena och familjen torngräshoppor. Inga underarter finns listade i Catalogue of Life.